# Florence Marly
Florence Marly (* 2. Juni 1918 als Hana Smékalová in Obernitz, Österreich-Ungarn, heute Tschechien; † 9. November 1978 in Glendale (Kalifornien), Vereinigte Staaten) war eine tschechoslowakisch-US-amerikanische Filmschauspielerin.

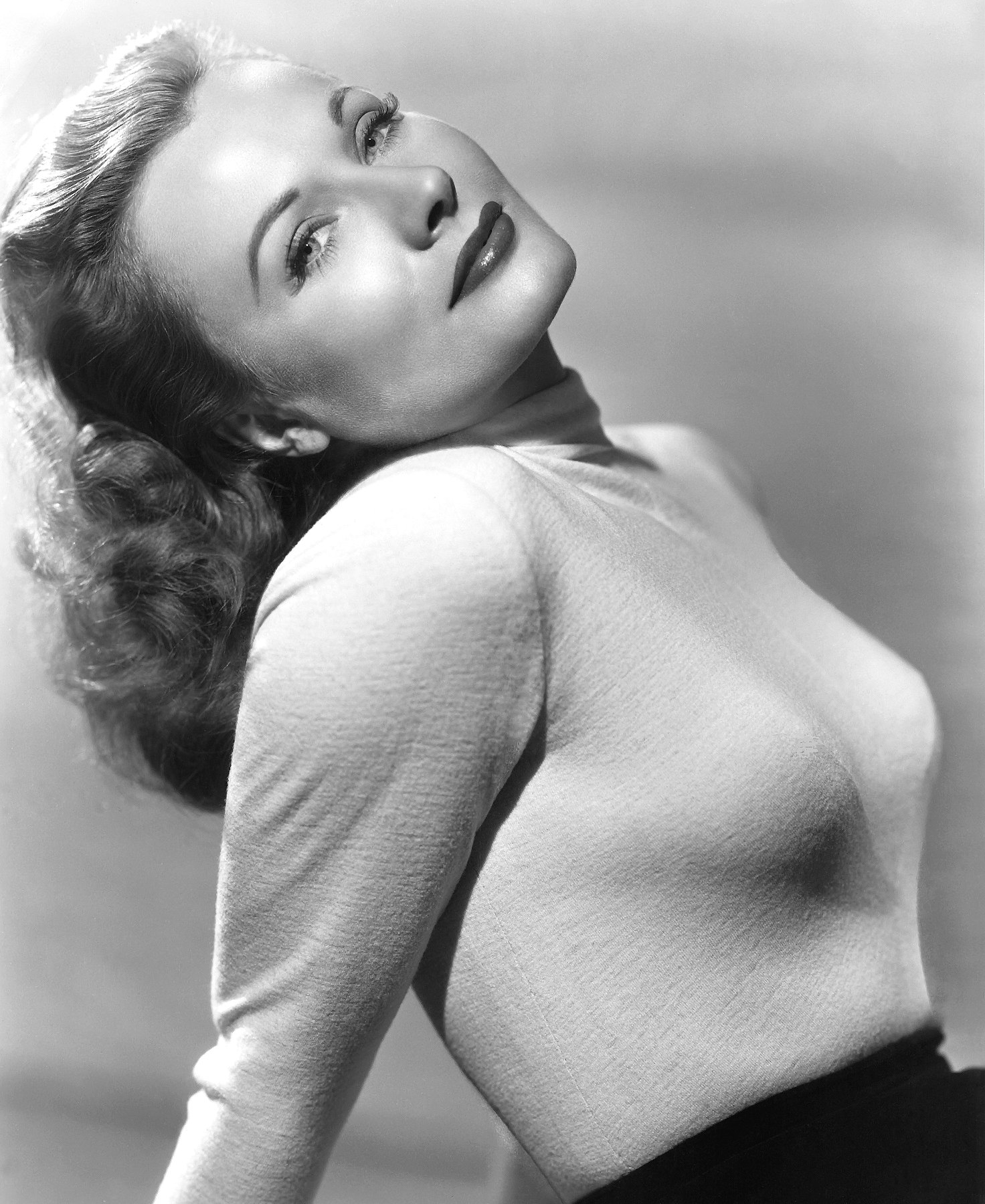
Florence Marly (1948)

## Leben und Wirken
Hana Smékalová, Tochter eines Lehrers aus Olmütz, ging nach Französischstudien nach Paris, um an der dortigen Sorbonne Kunst, Literatur und Philosophie zu studieren. Auf einer Feier lernte sie den 14 Jahre älteren Filmregisseur Pierre Chenal kennen, der ihr sogleich 1937 eine Rolle in seinem Film Alibi geben sollte. Beide heirateten noch im selben Jahr 1937, und als Florence Marly setzte Hana Smékalová ihre Filmkarriere in Frankreich bis Kriegsausbruch 1939 fort. Der jüdische Glaube ihres Gatten erzwang seine Flucht aus dem Land infolge der Besetzung durch die deutsche Wehrmacht. Das Ehepaar schiffte sich nach Südamerika ein, wo Chenal und Marly mit Mühe ihre Filmarbeit in Argentinien und Chile fortsetzen konnten. Nach Kriegsende 1945 wieder zurück in Paris, gelang ihr im darauffolgenden Jahr mit der weiblichen Hauptrolle in René Clements in Cannes ausgezeichneten Zeitdrama Das Boot der Verdammten der Durchbruch.
Daraufhin wurde auch Hollywood auf die Europäerin aufmerksam und besetzte sie noch im selben Jahrzehnt an der Seite von Oscar-Preisträger Ray Milland (Sealed Verdict) und Topstar Humphrey Bogart (Tokio-Joe). Dennoch konnte sich Florence Marly mit ihren „Exotinnenrollen“ in den USA nicht wirklich durchsetzen, und sie ging 1952, inmitten des McCarthyismus, mit ihrem Gatten Chenal erneut nach Südamerika. Nach ihrer Rückkehr nach Hollywood war sowohl ihre Ehe mit Chenal am Ende (Scheidung 1955) als auch ihre US-Filmkarriere: Man hatte ihren Namen mit dem einer anderen Künstlerin (Anna Marly), die als kommunistenfreundlich und „subversiv“ galt, verwechselt. Erst als ihr 1957 der Wiedereintritt in die Vereinigten Staaten gelang, konnte sie wieder drehen, doch bekam Florence Marly nun kaum mehr substantielle Rollen angeboten.
Nach dem Ausklingen ihrer Filmkarriere Mitte der 1950er Jahre und der gescheiterten Kurzzeitverbindung (Eheschließung und Scheidung 1956) mit einem österreichischen Grafen von Wurmbrand trat Florence Marly nur noch gastweise vor die Kamera und wirkte in Episoden populärer Fernsehserien wie 77 Sunset Strip, Twilight Zone, Solo für O.N.K.E.L., und Tennisschläger und Kanonen mit. Sie beendete ihre Karriere mit Auftritten in für die große Leinwand produzierten, zum Teil drittklassigen Science-Fiction-, Horror- und Schauergeschichten wie Queen of Blood, Doctor Death: Seeker of Souls und The Astrologer. Unter dem Signum Florence Marly von Wurmbrand stellte sie 1973 auch den musikalischen Kurzfilm Spaceboy: A Cosmic Love Affair mit eigener Musik und eigenem Text her und übernahm dort auch eine Rolle.

## Filmografie
- 1937: Alibi (L’Alibi)
- 1937: L’affaire Lafarge
- 1938: Café de Paris
- 1938: Das Leben ist kein Roman (La maison du Maltais)
- 1939: La Brigade Sauvage
- 1939: Le Dernier Tournant
- 1939: Mahia, la Métisse (UA: 1942)
- 1943: La piel de Zapa
- 1944: El fin de la noche
- 1945: Viaje sin regreso
- 1946: Das Boot der Verdammten (Les maudits)
- 1947: Krakatit
- 1948: Sealed Verdict
- 1949: Tokio-Joe (Tokyo Joe)
- 1951: Die Spionin von Tokio (Tokyo File 212)
- 1952: Gobs and Gals
- 1952: El ídolo
- 1953: Confesiones al amenecer
- 1957: Undersea Girl
- 1965: Queen of Blood
- 1966: Satanische Spiele (Games)
- 1973: Doctor Death: Seeker of Souls
- 1973: Spaceboy: A Cosmic Love Affair (Kurzfilm, Produktion, Drehbuch, Musik)
- 1975: The Astrologer